# 田中耕造
田中 耕造（たなか こうぞう、1851年7月26日〈嘉永4年6月28日〉 - 1883年〈明治14年〉11月7日）は、幕末から明治時代中期の日本の官吏、政治家、思想家。本名は信雅。

## 経歴
江戸の生まれ。昌平坂学問所で学び、中江兆民らからフランス語を学ぶ。司法省を経て1881年（明治12年）に川路利良の付き人となった事により警視庁に入り、フランスの警察制度の視察などに貢献した。
1883年（明治14年）に退職し法律講義会（後の嚶鳴社）、及び板垣退助らが創設した自由党に加入した。兆民が仏学塾から刊行した雑誌「政理叢談」の翻訳及び紹介したが同年に死去した。尚、足尾鉱毒事件にて「余は下野の百姓なり」と農民の立場になり、明治天皇に直訴した衆議院議員、田中正造との血統関係はない。